# Roning under sommer-OL 2020 – Otter med styrmand (herrer)
Herrernes roning i Otter med styrmand under Sommer-OL 2020 finder sted den 25. juli - 30. juli 2020 i Sea Forest Waterway, der ligger i Tokyo Bay zonen.. 63 roere fra 7 nationer deltog.

## Format
Der er i alt kvalificeret 7 mandskaber til konkurrencen, der bliver indledt med to indledende heats med tre og fire mandskaber i hvert heat. Det bedste mandskab fra hvert heat går til finalen mens de resterende går til ét opsamlingsheat. I opsamlingsheatet går de fire bedste mandskaber videre til finalen.

## Kvalifikation
Hver NOC kan kvalificere én båd i klassen.
| Kvalifikation                            | Dato                           | Vært    | Pladser | Kvalificeret                                           |
| ---------------------------------------- | ------------------------------ | ------- | ------- | ------------------------------------------------------ |
| VM i roning 2019                         | 25. august – 1. september 2019 | Østrig  | 5       | Tyskland · Holland · Storbritannien · Australien · USA |
| Afsluttende Kvalifikationsturnering 2020 | 17.–19. maj 2020               | Schweiz | 2       |                                                        |
| Total                                    |                                |         | 7       |                                                        |

## Tidsplan
Konkurrencen blev afholdt over seks dage. De angivne tider er sessionens starttider; flere ro-begivenheder kan have løb under en session.
Alle tider er japansk standard tid (UTC+9)
| Dato                 | Tid   | Runde     |
| -------------------- | ----- | --------- |
| Lørdag 24. juli 2021 | 12:00 | Heats     |
| Onsdag 28. juli 2021 | 12:50 | Opsamling |
| Fredag 30. juli 2021 | 10:25 | Finale    |

## Resultater

### Heat 1
| Placering | Bane | Udøver                                                                               | Nation     | Tid     | Note |
| --------- | ---- | ------------------------------------------------------------------------------------ | ---------- | ------- | ---- |
| 1         | 1    | Weißenfeld Follert Roggensack Johannesen Schneider Jakschik Schmidt Ocik Sauer ( c ) | Tyskland   | 5:28.95 | Q    |
| 2         | 4    | Davison Best Miklasevich Hack Richards Harrity Corrigan Venonsky Mead ( c )          | USA        | 5:30.57 | R    |
| 3         | 2    | Chioseaua Lehaci Radu Bejan Aicoboae Adam Arteni-Fîntînariu Huc Munteanu ( c )       | Rumænien   | 5:39.84 | R    |
| 4         | 3    | Lavery O'Brien Booth Keenan Purnell Masters Dawson Widdicombe Sim ( c )              | Australien | 5:43.66 | R    |

### Heat 2
| Placering | Bane | Roer                                                                            | Nation         | Tid     | Noter |
| --------- | ---- | ------------------------------------------------------------------------------- | -------------- | ------- | ----- |
| 1         | 2    | van den Ende Knab Tissen van Dorp Hurkmans Schwarz Versluis Lücken Berger ( c ) | Holland        | 5:30.66 | Q     |
| 2         | 1    | Mackintosh Bond Murray Brake Williamson Kirkham Macdonald Wilson Bosworth ( c ) | New Zealand    | 5:32.11 | R     |
| 3         | 3    | Bugajski Dawson George Sbihi Elwes Wynne-Griffith Rudkin Ford Fieldman ( c )    | Storbritannien | 5:34.40 | R     |

### Opsamlingsheat
| Placering | Bane | Udøver                                                                          | Nation         | Tid     | Note |
| --------- | ---- | ------------------------------------------------------------------------------- | -------------- | ------- | ---- |
| 1         | 3    | Mackintosh Bond Murray Brake Williamson Wilson Kirkham Macdonald Bosworth ( c ) | New Zealand    | 5:22.04 | Q    |
| 2         | 4    | Bugajski Dawson George Sbihi Elwes Wynne-Griffith Rudkin Ford Fieldman ( c )    | Storbritannien | 5:23.32 | Q    |
| 3         | 2    | Davison Best Miklasevich Hack Richards Mead Harrity Corrigan Venonsky ( c )     | USA            | 5:23.43 | Q    |
| 4         | 5    | Lavery O'Brien Booth Keenan Purnell Masters Dawson Widdicombe Sim ( c )         | Australien     | 5:25.06 | Q    |
| 5         | 1    | Chioseaua Lehaci Radu Bejan Aicoboae Adam Arteni-Fîntînariu Huc Munteanu ( c )  | Rumænien       | 5:27.14 |      |

### Finale
| Placering | Bane | Roer                                                                                 | Land           | Tid     | Note  |
| --------- | ---- | ------------------------------------------------------------------------------------ | -------------- | ------- | ----- |
| Guld      | 2    | Mackintosh Bond Murray Brake Williamson Wilson Kirkham Macdonald Bosworth ( c )      | New Zealand    | 5:24.64 | [ 4 ] |
| Sølv      | 3    | Weißenfeld Follert Roggensack Johannesen Schneider Jakschik Schmidt Ocik Sauer ( c ) | Tyskland       | 5:25.60 |       |
| Bronze    | 5    | Bugajski Dawson George Sbihi Elwes Wynne-Griffith Rudkin Ford Fieldman ( c )         | Storbritannien | 5:25.73 |       |
| 4         | 1    | Davison Best Miklasevich Hack Richards Mead Harrity Corrigan Venonsky ( c )          | USA            | 5:26.75 |       |
| 5         | 4    | van den Ende Knab Tissen van Dorp Hurkmans Schwarz Versluis Lücken Berger ( c )      | Holland        | 5:27.96 |       |
| 6         | 6    | Lavery O'Brien Booth Keenan Purnell Masters Dawson Widdicombe Sim ( c )              | Australien     | 5:36.23 |       |